# Tõnisson
Tõnisson ist ein patronymisch gebildeter estnischer Familienname mit der Bedeutung „Sohn des Tõnis“.

## Namensträger
- Aleksander Tõnisson (1875–1941), estnischer Militär und Politiker
- Georg Tõnisson (1894–1944), estnischer Karikaturist
- Jaan Tõnisson (1868–nach 1940), estnischer Politiker und Journalist
- Karl Tõnisson (1883–1962), estnischer Buddhist (unter dem Namen Bruder Vahindra)
- Liina Tõnisson (* 1940), estnische Politikerin

siehe auch
- Kabinett Tõnisson